# Elias Perkins
Elias Perkins (* 5. April 1767 in Newent Society, Colony of Connecticut; † 27. September 1845 in New London, Connecticut) war ein US-amerikanischer Politiker. Zwischen 1801 und 1803 vertrat er den Bundesstaat Connecticut im US-Repräsentantenhaus.

## Werdegang
Elias Perkins wurde 1767 im heutigen Lisbon in Connecticut geboren. Er wuchs noch während der britischen Kolonialzeit auf und erlebte als Jugendlicher den Unabhängigkeitskrieg. Bis 1786 studierte er am Yale College. Nach einem anschließenden Jurastudium und seiner Zulassung als Rechtsanwalt begann er in New London in diesem Beruf zu arbeiten. Politisch wurde Perkins Mitglied der von Alexander Hamilton gegründeten Föderalistischen Partei. Zwischen 1795 und 1800 war er Abgeordneter im Repräsentantenhaus von Connecticut. Im Jahr 1798 war er als Nachfolger von David Daggett dessen Präsident. 1799 war er beisitzender Bezirksrichter im New London County.
Bei den Kongresswahlen des Jahres 1800, die in Connecticut staatsweit abgehalten wurden, wurde Perkins in das US-Repräsentantenhaus in Washington, D.C. gewählt. Dort absolvierte er zwischen dem 4. März 1801 und dem 3. März 1803 eine Legislaturperiode. Nach seiner Zeit im Kongress praktizierte Perkins wieder als Anwalt. Zwischen 1807 und 1825 war er Vorsitzender Richter des Bezirksgerichts im New London County. In den Jahren 1814 und 1815 war er nochmals Abgeordneter im Repräsentantenhaus von Connecticut; von 1817 bis 1822 gehörte er auch dem Staatssenat an. Sein letztes politisches Amt war das des Bürgermeisters der Stadt New London, das er zwischen 1829 und 1832 innehatte. In dieser Stadt ist Elias Perkins im September 1845 auch verstorben.